# 稲妻雷五郎
稲妻 雷五郎（いなづま らいごろう、1795年? - 1877年3月29日）は、常陸国河内郡阿波崎村（現：茨城県稲敷市阿波崎）出身で錦嶋部屋（入門時は佐渡ヶ嶽部屋）に所属した大相撲力士。第7代横綱。本名は根本 才助（ねもと さいすけ）。

## 来歴
1795年頃に生まれる 。佐渡ヶ嶽部屋へ入門後に錦嶋部屋へ移籍し、松江藩抱えの力士となった。
1821年2月場所、「槇ノ嶌」の四股名で幕下から初土俵を踏む。1824年10月場所で新入幕を果たすと同時に「稲妻 雷五郎」に改名し、その場所で7勝1預2休の好成績を挙げ、1825年1月場所では小結に昇進する。その後もトントン拍子に出世していき、1827年には大関へ昇進した。看板大関ではなく、平幕1場所・小結2場所・関脇3場所を務めた後の大関昇進は異例の速さで、雷電爲右エ門をも凌ぐほどである。以後、阿武松緑之助と競い合って江戸時代後期の相撲黄金時代を築き上げた。
1828年に五条家から紫の廻しと注連縄、1829年には吉田司家から横綱免許を授与された。これによって両者の間で紛争が起きたが、徳川家斉の上覧相撲に際して阿武松緑之助とともに横綱土俵入りを披露する必要が生じたため、最終的には吉田司家側が折れる形で決着が付き、1830年には横綱免許が正式に授与された。その後も、1831年から1835年にかけて33連勝（京阪場所を含めると66連勝）、幕内勝率は90.9％（歴代6位）を記録するなど、雷電以後の江戸時代では第一人者と言ってよい実績を残している。当時の川柳にも、
- 雷電と 稲妻雲の 抱えなり
- 稲妻は もう雷電に なる下地

などと詠まれ、雷電と並称される強豪とされていた。
一方で俳句をたしなむ風流人として知られており、次のような句が伝えられている。
- すずしさや　四股ふんで呑む　力水
- 腕押しに　ならでや涼し　雲の峰
- 雲を抜く　力みせけり　時鳥

また、1825年頃に著した「相撲訓」は、相撲道の真髄を示す名文として有名で、相撲博物館所蔵本では以下の通り。
それ相撲は正直を旨とし、智仁勇の三つを兼ね、酒・色・奕の悪き径に遊ばず、行中は朝夕坐臥とも心にゆるみなく精神を励まし、仮にも虚偽の心をいましむべし。猶 勝負の懸引きに臨んでは、相手に容赦の心なく、侮らずおそれず、気を丹田に納め、少しも他の謀を思はず、 押す手、さす手、ぬき手の早き業を胸中に察して、つく息、引く息に随ひ、その虚実を察するときは、勝を決するもの也。　青柳の風に倒れぬちからかな
現役引退後は雲州相撲の頭取を務めたが、藩財政緊縮の動きの中で抱えの力士が減少したため、大きな任務が無いまま終わった。明治維新後は東京に戻り、1877年（明治10年）に死去。82歳没。辞世の句は、「稲妻の 去り行く空や 秋の風」。墓所は東京都渋谷区神宮前の妙円寺。
生年について、晩年に撮影されたとされる稲妻の写真が残されており、そこには明治6年の時点で満78才と記されている。

## 人物
怪力で知られ、銭が山ほど詰まった重い火鉢を片手で持ち上げ、煙管の火を着けるほどだったと言われる（エピソードを参照）。引退後の1859年に、神祇管領から「ゆうだすき」という白い麻綱を贈られ、横綱の一種と解して三つの横綱免許を持つ唯一の力士とする見方もある。

## 逸話
- ある時、青山の質屋が普通の人では両手を使っても持ち上がらない唐金製の火鉢の底に天保銭10貫（100枚）を隠して埋めた。今日ばかりはいつものようにはいくまいという家人の視線をよそに、雷五郎が火鉢を左手に取って、空いている右手のキセルに火を吸い付ける様子は、人が普通にタバコ盆を扱うのと変わりがなかった。その怪力に驚嘆した質屋は、その天保銭入り火鉢をそのまま稲妻へ贈ったという。
- 五条家から横綱免許を授与された時に宮中へ召され、仁孝天皇が御簾の中から見たが、頂戴した清酒4斗樽2駄（200kg）を両手に下げたまま静かに後ずさりして階を降りたと伝わる。
- 一人息子の根本金太郎は、千葉周作門下の剣客である。
- 中沢初絵、山咲トオルの姉弟は雷五郎の玄孫にあたる[5]。

## 主な成績
- 幕内在位：25場所
- 幕内通算成績：130勝13敗14分3預1無73休　勝率.909
- 優勝相当成績：10回

### 場所別成績
江戸相撲の本場所のみを示す。
| 1821年 | 幕下付出 5–2–3       | 西幕下15枚目 6–4      |
| 1822年 | 西幕下16枚目 8–1 1預 | 西幕下13枚目 9–1      |
| 1823年 | 西幕下6枚目 2–3–2    | 西幕下3枚目 9–1       |
| 1824年 | 西幕下筆頭 6–0–3 1預 | 西前頭5枚目 7–0–2 1預 |
| 1825年 | 西小結 5–2–3         | 西小結 8–1–1          |
| 1826年 | 西関脇 6–1–2 1分     | 西関脇 7–0–1 1分1預   |
| 1827年 | 西関脇 5–0–2         | 番付非掲載 不出場     |
| 1828年 | 番付非掲載 不出場    | 西大関 4–1–5          |
| 1829年 | 西大関 6–0–1         | 西大関 8–0–1 1分      |
| 1830年 | 西大関 8–0–2         | 西大関 6–1–2 1預      |
| 1831年 | 西大関 3–1–6         | 西大関 8–0            |
| 1832年 | x                    | 西大関 8–0–1 1分      |
| 1833年 | 西大関 9–0 1分       | 番付非掲載 不出場     |
| 1834年 | 番付非掲載 不出場    | 番付非掲載 不出場     |
| 1835年 | 西大関 5–0–3 2分     | 西大関 6–2–2          |
| 1836年 | 西大関 0–0–6         | 西大関 3–0–7          |
| 1837年 | 西大関 5–0–4 1分     | 西大関 5–1–1 2分1無   |
| 1838年 | 西大関 3–0–3         | 西大関 0–0–10         |
| 1839年 | 西大関 1–3–5 1分     | 西大関 引退 4–0–3 3分 |
| 各欄の数字は、「勝ち-負け-休場」を示す。 優勝 引退 休場 十両 幕下 三賞：敢=敢闘賞、殊=殊勲賞、技=技能賞 その他：★=金星 番付階級：幕内 - 十両 - 幕下 - 三段目 - 序二段 - 序ノ口 幕内序列：横綱 - 大関 - 関脇 - 小結 - 前頭（「#数字」は各位内の序列） |                      |                       |